# Bando da Lua
Bando da Lua è stato un gruppo musicale e strumentale brasiliano, primo nel paese ad armonizzare le voci secondo la moda dell'epoca negli Stati Uniti. Per questo motivo hanno creato una sorta di moda nazionale.

## Storia
Costituitosi nei primi anni '30, era inizialmente composto da Aloysio de Oliveira (chitarra e voce), Hélio Jordão Pereira (chitarra), Osvaldo Éboli, Vadeco (tamburello), Ivo Astolphi (chitarra tenore e banjo) e i fratelli Afonso (ritmo e flauto), Stênio (cavaquinho) e Armando Osório (chitarra).
Registrarono diversi dischi con canzoni di carnevale negli anni '30 (38 dischi, dal 1931 al 1940) e, successivamente, si spostarono in Argentina. Contemporaneamente, iniziarono a lavorare anche con Carmen Miranda, viaggiando con lei negli accompagnassero negli Stati Uniti, dove parteciparono ad otto film.
Dopo il 1939, alcuni dei componenti vennero ad essere chiamati Miranda's Boys. Con la morte di Carmen Miranda, nel 1955 il gruppo si sciolse.

## Successi
- A Hora É Boa, Aloysio de Oliveira e Mazinho (1934)
- A Noite Vem Descendo, Alfredo Neto e Henrique Gonzales (1934)
- Abandona o Preconceito, Francisco Matoso e Maércio Azevedo (1935)
- Bola Preta, Assis Valente (1938)
- Mangueira, Assis Valente e Zequinha Reis (1935)
- Maria Boa, Assis Valente (1936)
- Menina Que Pinta o Sete, Ataulfo Alves e Roberto Martins (1936)
- O Samba da Minha Terra, Dorival Caymmi (1940)
- Que É Que Maria Tem?, Assis Valente (1936)
- O Vento Levou, Benedito Lacerda e Herivelto Martins (1940)